# Club de Regatas Lima
Club de Regatas Lima är en sportklubb från Lima, Peru. Klubben grundades 26 april 1875 och hade ursprungligen fokus på segling, men har sedan breddat sig till att även omfatta många andra sporter, inom vilka klubben har varit framgångsrik i inte minst rodd, volleyboll och basket.
Klubbens damlag i volleyboll har blivit peruanska mästare sju gånger (2002/03, 2004/05, 2005/06, 2006/07, 2016/17, 2020/21, 2021/22), medan herrlaget har blivit peruanska mästare två gånger (2017/2018 och 2018/2019). Basketlaget har vunnit det nationella mästerskapet fyra gånger (2014-2017). Klubben har också blivit nationellt mästare i rodd (2007).